# Reign of Terror
Reign of Terror is een Amerikaanse dramafilm uit 1949 onder regie van Anthony Mann. Destijds werd de film in Nederland uitgebracht onder de titel Terreur.

## Verhaal
De revolutionair Robespierre ziet zijn kans schoon om de macht te grijpen en hij installeert een Schrikbewind in Frankrijk. De verzetsstrijder Charles d'Aubigny doet zich voor als een door Robespierre ingehuurde moordenaar en omzeilt op die manier de geheime politie.

## Rolverdeling
| Acteur           | Personage             |
| ---------------- | --------------------- |
| Robert Cummings  | Charles d'Aubigny     |
| Richard Basehart | Robespierre           |
| Richard Hart     | Barras                |
| Arlene Dahl      | Madelon               |
| Arnold Moss      | Fouché                |
| Norman Lloyd     | Tallien               |
| Charles McGraw   | Sergeant              |
| Beulah Bondi     | Grootmoeder Blanchard |
| Jess Barker      | Saint-Just            |